# Baba Yara
Baba Yara   (Kumasi, 12 d'octubre de 1936 - Korle - Bu Teaching Hospital, 5 de maig de 1969), nom real Osman Seidu, fou un futbolista ghanès de la dècada de 1950.
Fou internacional amb la selecció de futbol de Ghana.
Amb només 26 anys, fou ferit en un accident automobilístic mentre viatjava amb el seu equip, Real Repúblicans, i mai més va poder tornar a jugar.
El 2005, el Baba Yara Stadium fou reanomenat en honor seu.